# Aït Boubidmane
Ait Boubidmane (franska: Ait Boubidmane (CR), Ait Boubidmane (Commune Rurale), arabiska: موحى أوحمو الزياني) är en kommun i Marocko.   Den ligger i provinsen El Hajeb och regionen Fès-Meknès, i den nordöstra delen av landet, 140 km öster om huvudstaden Rabat. Antalet invånare är 12 101.